# VT420
VT420 — компьютерный терминал, выпускавшийся компанией DEC в начале 1990-х. Он мог выводить на экран до 50 строк и поддерживал 2 сессии, по одной на каждый коммуникационный порт, либо мультиплексированием двух сессий по одной линии, если это поддерживал терминальный сервер. Программное обеспечение обладало оконным интерфейсом, позволявшим изменять размеры окон.
VT420, как и все терминалы DEC выпускавшиеся после VT100, мог эмулировать предыдущие модели терминалов, хотя и предлагал по сравнению с VT100 много новых возможностей.
По всей видимости, модель VT340 (поддерживающая векторную ReGIS- и растровую Sixel-графику, но не поддерживающая стандартизованные в DP6429/ECMA-48 коды управления цветом текста) оставалась в линейке продуктов вместе с VT420 до тех пор, пока не был выпущен терминал VT525, также поддерживавший цветную графику.
В августе 1995 года DEC продала производство терминалов компании Boundless Technologies (ранее известной как SunRiver Data Systems) из Остина (штат Техас).